# Perdonami (singolo)
Perdonami è un singolo del rapper italiano Salmo, pubblicato il 24 novembre 2017 dalla Sony Music.

## Pubblicazione
Il singolo è stato pubblicato per il solo download digitale e nelle piattaforme di streaming, battendo il record italiano di ascolti di un brano su Spotify nelle prime 24 ore (495.971). La produzione è stata affidata a Thasup, all'epoca noto come Tha Supreme.
Nel 2018 il brano è stato incluso nella lista tracce del quinto album in studio del rapper, Playlist.

## Video musicale
Il videoclip, diretto da Andrea Folino, è stato pubblicato il 30 novembre attraverso il canale YouTube del rapper e in esso appaiono numerosi artisti legati alla Machete Empire Records quali Nitro, Jack the Smoker, Dani Faiv e l'emergente Thasup di cui al tempo non era ancora noto il volto. 

## Tracce
1. Perdonami – 2:15

## Classifiche
| Classifica (2017) | Posizione massima |
| ----------------- | ----------------- |
| Italia            | 1                 |